# Rol
Rol provém do inglês role que significa papel social. O rol é um padrão normativo de ações que um grupo ou uma empresa que você espera de um indivíduo.
Em sociologia se refere ao conjunto de funções, pautas  e comportamentos.
Talvez, em psicologia, rol seja um padrão normativo de ações que um grupo ou uma empresa que você espera de um indivíduo. Neste caso, rol provém do inglês role que significa papel social, ao invés de seguir a interpretação portuguesa do vocábulo latino rotulus, que significa (grosso modo) "rolo de papel escrito" e que veio a designar "rótulo" ou, ainda, "fala de um personagem de teatro"